# 鳥居前駅
鳥居前駅（とりいまええき）は、奈良県生駒市元町一丁目にある近畿日本鉄道生駒鋼索線（宝山寺線）の駅。駅番号はY17。奈良線・生駒線・けいはんな線の生駒駅（C27/A17/G17）との相互連絡駅。

## 歴史
駅名は鳥居（一の鳥居）がかつて近傍にあったことによる（駅前再開発に伴い1982年に宝山寺境内に移設）。

### 年表
- 1918年（大正7年）8月29日：生駒鋼索鉄道の駅として開業[1][2]。
- 1922年（大正11年）1月25日：合併により、大阪電気軌道（のちの近鉄）の駅となる。
- 1926年（昭和元年）12月30日：宝山寺駅まで複線化。
- 1944年（昭和19年）7月：宝山寺2号線運行休止（設備撤去）され、宝山寺線単線化[2]。
- 1953年（昭和28年）4月1日：宝山寺2号線運行再開[2]、宝山寺線複線化。
- 1979年（昭和54年）7月20日：生駒山上寄りに70メートル移転[3]。
- 2015年度（平成27年度）：近鉄全線に駅ナンバリングが導入されることに伴い、生駒鋼索線（宝山寺線）の当駅にも駅ナンバリングが導入された。

## 駅構造
ホームは櫛形3面2線で、中央の幅の広いホームから乗車する。線内では唯一、ホームが階段状ではなく滑らかなスロープ状となっているため、ドアとホームとの間には三角形となる段差ができている。かつては階段状であったが、現在の駅舎に改築された1980年代前半にスロープ状に改造された。
生駒駅南西側の道路を隔てた場所にある。駅舎は鉄筋コンクリート構造2階建であり、1階は主に生駒警察署近鉄生駒駅前交番が入り、2階を駅舎およびびホームとして使用している。生駒駅との改札口同士は駅ビルの商店街を介してデッキで接続されている。

### のりば
| のりば | 路線          | 行先       | 備考                          |
| ------ | ------------- | ---------- | ----------------------------- |
| 1      | Y 宝山寺1号線 | 宝山寺方面 | 通常はこの1号線のみの使用     |
| 2      | Y 宝山寺2号線 | 宝山寺方面 | 多客時および1号線運休時に運行 |

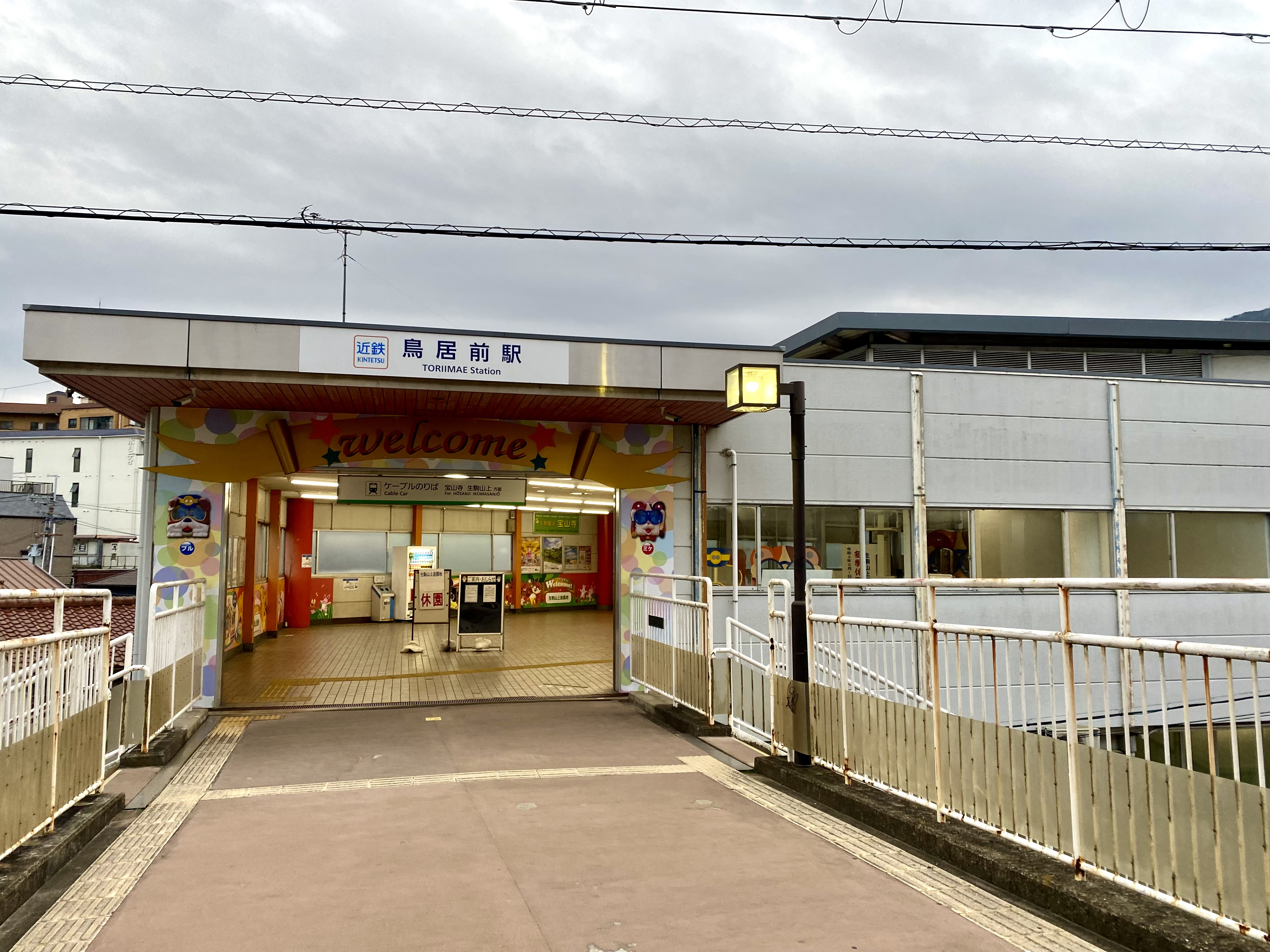
駅入口
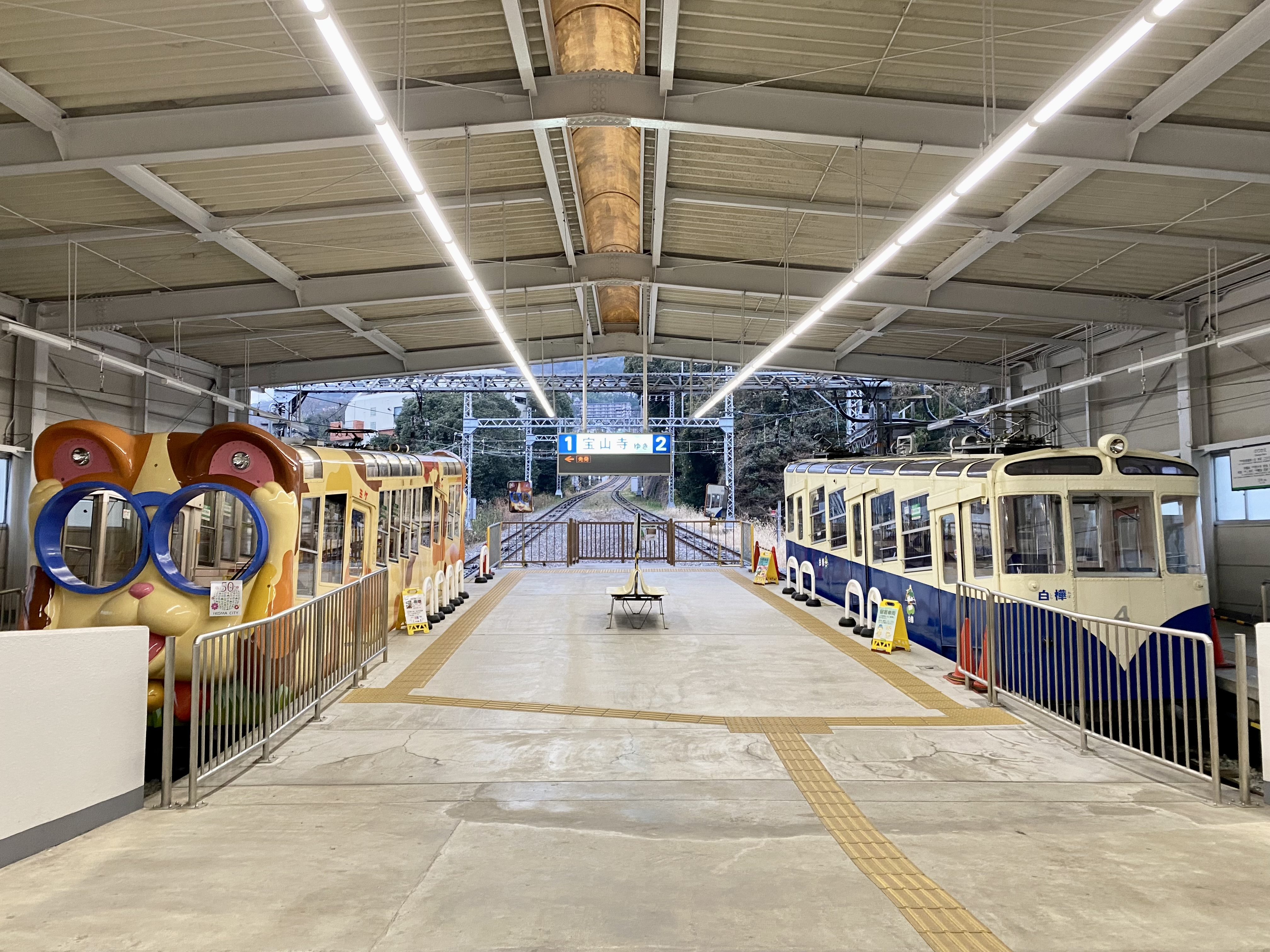
ホーム

## 駅周辺
- 生駒駅 - 奈良線・生駒線・けいはんな線
- グリーンヒルいこま

## 隣の駅
近畿日本鉄道
Y 生駒鋼索線（宝山寺線）
鳥居前駅 (Y17) - 宝山寺駅 (Y18)